# Circuito Urbano Bilbao
Het Circuito Urbano Bilbao was een stratencircuit in de Spaanse stad Bilbao. Het circuit is ontworpen door de toenmalige technisch directeur van de FIA, Jaime Nogué. Het circuit werd één keer gebruikt voor een raceweekend uit de Formule Renault 3.5 Series in 2005. Het circuit stak tweemaal de rivier Nervión over.

## Uitslagen
| Jaar | Race | Formule Renault 3.5 Series | Eurocup Formule Renault 2.0 | Eurocup Mégane Trophy |
| ---- | ---- | -------------------------- | --------------------------- | --------------------- |
| 2005 | 1e   | Robert Kubica              | Michael Ammermüller         | Jan Heylen            |
| 2005 | 2e   | Will Power                 | Adrian Zaugg                | Jan Heylen            |